# 勒蒂德卢瓦松
勒蒂德卢瓦松（法語：Le Thuit de l'Oison，法語發音：[lə tɥi də lwazɔ̃]）是法国厄尔省的一个市镇，位于该省北部，属于贝尔奈区。

## 历史
勒蒂德卢瓦松成立于2016年1月1日，由以下三个市镇合并而成：
- 勒蒂昂热（Le Thuit-Anger）
- 勒蒂西尼奥勒（Le Thuit-Signol）
- 勒蒂西梅（Le Thuit-Simer）

其中勒蒂西尼奥勒为政府驻地。

## 地理
勒蒂德卢瓦松（49°15'57"N, 0°56'27"E）面积15.58 平方千米，位于法国诺曼底大区厄尔省，该省份为法国北部内陆省份，北起滨海塞纳省，西接奧恩省和卡爾瓦多斯省，南至厄尔-卢瓦省，东临瓦兹省、瓦兹河谷省和伊夫林省。
与勒蒂德卢瓦松接壤的市镇（或旧市镇、城区）包括：埃尔伯夫、圣旺德蓬舍伊、圣皮埃尔德弗勒尔、博鲁穆瓦。
勒蒂德卢瓦松的时区为UTC+01:00、UTC+02:00（夏令时）。

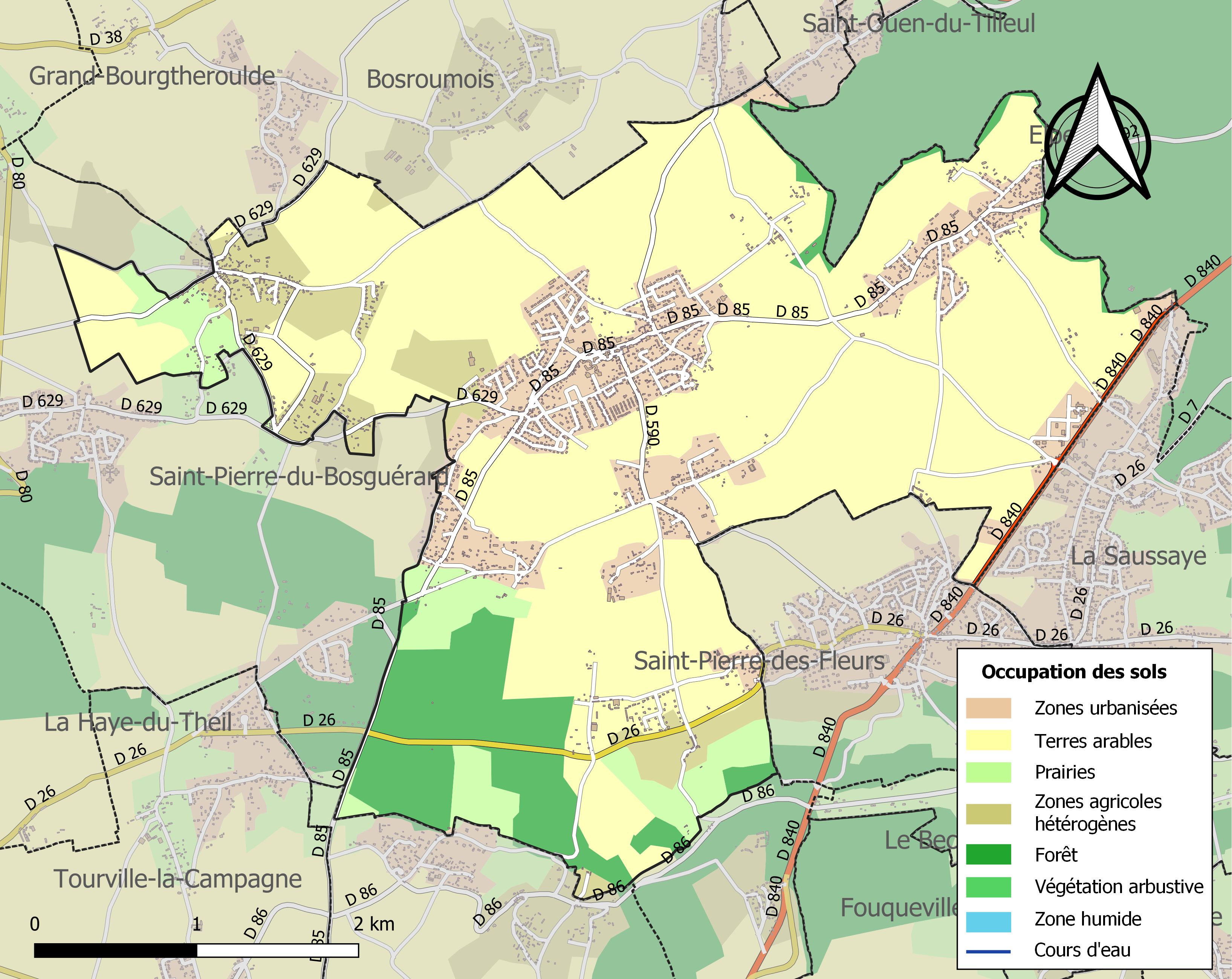
勒蒂德卢瓦松的OSM定位图

## 行政
勒蒂德卢瓦松的邮政编码为27370，INSEE市镇编码为27638。

## 政治
勒蒂德卢瓦松所属的省级选区为大布特鲁尔德县。

## 人口
勒蒂德卢瓦松于2022年1月1日时的人口数量为3801人。